# Electròlisi
L’electròlisi és un mètode de separació dels elements que formen un compost aplicant-los electricitat: es produeix en primer lloc la descomposició en ions, seguit de diversos efectes o reaccions secundàries segons els casos concrets.

Animació de l'electròlisi de l'aigua

El terme «electròlisi» prové de dos radicals, electro que fa referència a electricitat i lisis que significa trencament.
El procés electrolític consisteix en el següent. Es dissol una substància en un determinat dissolvent, amb fi i efecte que els ions que constitueixen aquesta substància estiguin presents en la dissolució. Posteriorment s'aplica un corrent elèctric a un parell d'elèctrodes conductors col·locats dins la dissolució. L'elèctrode carregat negativament es coneix com a càtode, i el carregat positivament com a ànode. Cada elèctrode atreu els ions de càrrega oposada. Així, els ions positius, o cations, són atrets cap al càtode, mentre que els ions negatius, o anions, es desplacen cap a l'ànode. L'energia necessària per separar els ions i incrementar la seva concentració en els elèctrodes prové d'una font elèctrica que manté la diferència de potencial en els elèctrodes.
En els elèctrodes, els electrons són absorbits o emesos pels ions, formant concentracions dels elements o compostos desitjats. Per exemple, amb l'electròlisi de l'aigua, es forma hidrogen en el càtode, i oxigen a l'ànode.
L'electròlisi no depèn de la temperatura, encara que aquesta pugui augmentar en un procés electrolític. Per tant, l'electròlisi no està lligada als límits termodinàmics d'eficiència i, per tant, en un procés electrolític, aquesta pot estar pròxima al 100%.

## Història

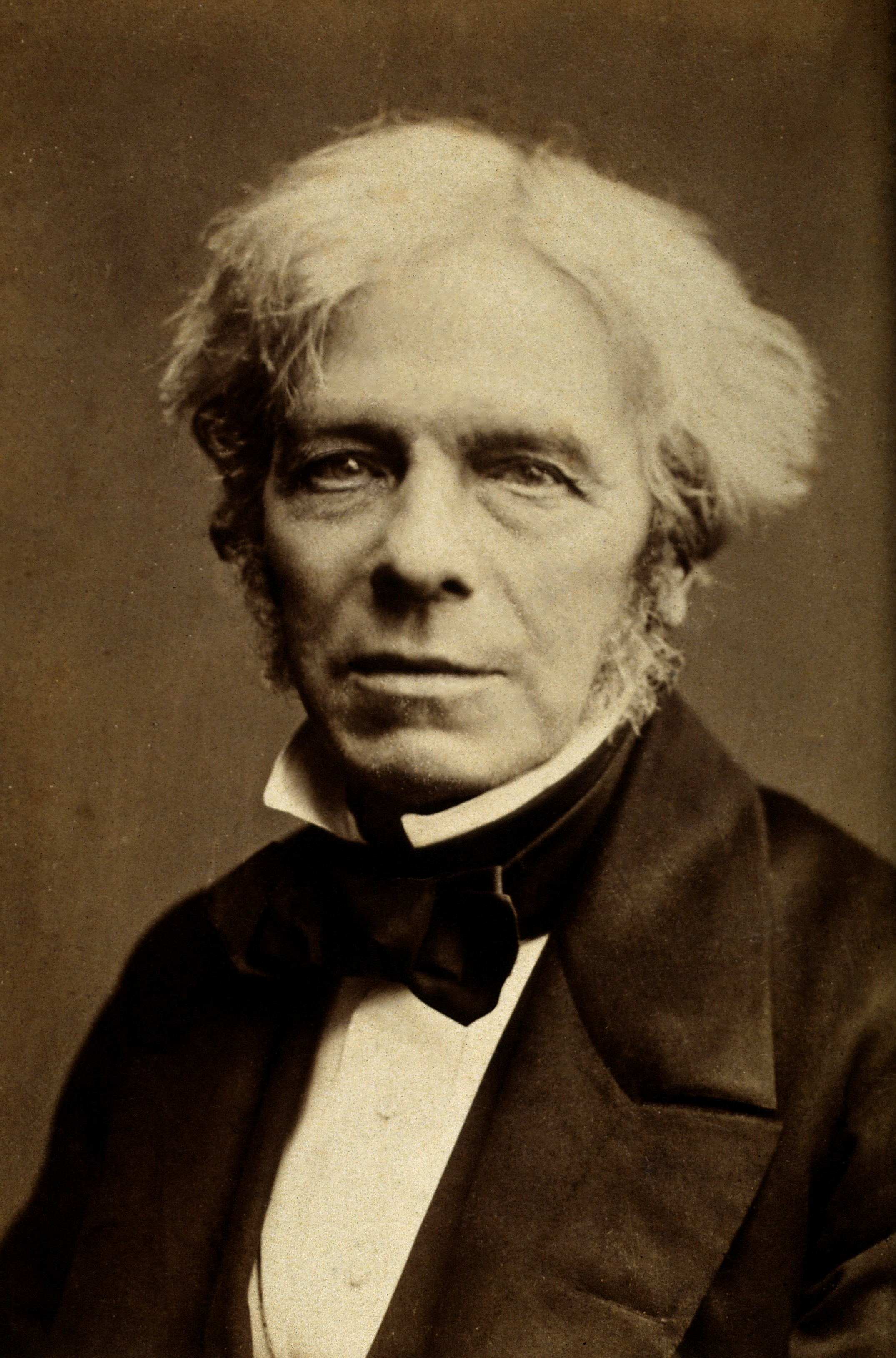
Michael Faraday, descobridor dels principis de l'electròlisi

La paraula "electròlisi" va ser introduïda per primer cop pel físic i químic anglès Michael Faraday al segle xix, a proposta de William Whewell, per la unió de les paraules gregues ἤλεκτρον [ɛ̌ːlektron] "ambre", que des del segle XVII estava associada als fenòmens elèctrics, i λύσις [lýsis] que significa "dissolució" o "ruptura". No obstant això, l'electròlisi, com a eina per estudiar les reaccions químiques i obtenir elements purs, precedeix l'encunyació i la descripció formal del terme per part de Faraday.
El 1785, el científic holandès Martinus van Marum va crear un generador electroestàtic que utilitzava per reduir estany, zinc i antimoni de les seves sals mitjançant el procés posteriorment conegut com electròlisi. Tot i que sense saber-ho va dur a terme el procés de electròlisi, no va ser fins a principis del segle xix que William Nicholson i Anthony Carlisle van descobrir el funcionament de l'electròlisi.
El 1791 el fisioleg italià Luigi Galvani va experimentar amb potes de granota. Va afirmar que col·locar múscul animal entre dues làmines de metall diferents produïa electricitat. En resposta a aquestes afirmacions, Alessandro Volta va realitzar els seus propis experiments. Aquests experiments van donar peu als descobriments del químic anglès Humphry Davy en el camp de l'electroquímica. Durant uns experiments preliminars, Humphry Davy va plantejar la hipòtesi que quan dos elements es combinen per formar un compost, s'allibera energia elèctrica. Humphry Davy va crear llavors les anomenades "taules de descomposició" a partir dels seus experiments, que recullien informació sobre les energies necessàries per separar certs compostos.
L'any 1800, els científics anglesos William Nicholson i Anthony Carlisle van intentar dur més enllà els experiments de Volta. Van connectar dos cables a cada pol de la bateria de Volta i van col·locar els altres extrems en un tub ple d'aigua. Es van adonar que quan es van ajuntar els cables cada fil produïa bombolles. Un d'aquests gasos era hidrogen i l’altre oxigen.
El 1817 el químic suec Johan August Arfwedson va determinar que hi havia un element en algunes de les seves mostres que era incapaç d'aïllar. No va ser fins al 1821 quan William Thomas Brande va utilitzar l'electròlisi per aïllar-lo descobrint el liti.
Durant els darrers anys de la investigació de Humphry Davy, Michael Faraday es va convertir en el seu ajudant. Mentre estudiava el procés d'electròlisi sota la seva supervisió, Faraday va descobrir dues lleis de l'electròlisi.
El novembre de 1875, el químic francès Paul Émile Lecoq de Boisbaudran va descobrir el gal·li mitjançant l'electròlisi de l'hidròxid de gal·li, produint uns pocs mil·ligrams de gal·li metàl·lic, descobriment que va presentar posteriorment a l'Acadèmia de Ciències de París.
El 26 de juny de 1886, Ferdinand Frederick Henri Moissan va dur a terme l'electròlisi de fluorur d'hidrogen amb el que va descobrir el nou element fluor. En els intents previs de trobar el fluor elemental mitjançant l'electròlisi de sals de fluor, varis químics van morir, incloent Paulin Louyet i Jerome Nickels.
El 1886, el químic estatunidenc Charles Martin Hall i el químic francès Paul Héroult van sol·licitar patents nord-americanes per a l'electròlisi de l'alumini, Héroult presentant la seva al maig i Hall al juliol. Hall va poder obtenir la seva patent demostrant mitjançant cartes al seu germà i família proves que el seu mètode va ser descobert abans de presentar la patent de Héroult. Aquest procés d'electròlisi es va conèixer com a procés de Hall-Héroult, i va permetre l'ús de l'alumini com a metall industrial al poder-se produir de manera massiva i barata disminuint-ne el preu de dotze dòlars a trenta cèntims la lliura.

### Cronologia
- 1785 – Martinus van Marum va reduir estany, zinc i antimoni de les seves sals a metalls purs mitjançant l'electròlisi.
- 1800 – William Nicholson i Anthony Carlisle van descompondre aigua en hidrogen i oxigen.
- 1808 – Humphry Davy va descobrir el potassi, el sodi, el bari, el calci i el magnesi mitjançant electròlisi.
- 1821 – William Thomas Brande, va descobruir el liti mitjançant electròlisi d’òxid de liti.
- 1834 – Michael Faraday va publicar les seves dues lleis de l'electròlisi, va proporcionar una explicació matemàtica per a elles i va introduir terminologia com ara elèctrode, electròlit, ànode, càtode, anió i catió.
- 1875 – Paul Émile Lecoq de Boisbaudran va descobrir el gal·li mitjançant l'electròlisi.
- 1886 – Henri Moissan va descobrir el fluor mitjançant l'electròlisi.
- 1886 – Charles Martin Hall i Paul Héroult desenvolupen el procés Hall–Héroult per a la fabricació d'alumini
- 1890 – Es desenvolupa el procés de Castner-Kellner per la fabricació d'hidròxid de sodi mitjançant electròlisi.

## Visió general
L'electròlisi consisteix en passar un corrent elèctric directe a través d’un electròlit produint reaccions químiques als elèctrodes.
Els components principals necessaris per aconseguir l'electròlisi són un electròlit, elèctrodes i una font d’energia externa. Sovint s'utilitza també una partició com ara una membrana d'intercanvi iònic o un pont salí; això és opcional i permet evitar que els productes de la reacció que té lloc en elèctrode es difonguin a l'elèctrode oposat.
L'electròlit és una substància iònica i conductora de l'electricitat que conté ions lliures i transporta corrent elèctric (per exemple, un polímer, una solució o un compost iònic líquid conductor d’ions). Si els ions no són mòbils, com en la majoria de sals sòlides, no es pot produir electròlisi. Un electròlit líquid és produït per:
- La dissolució d’un compost iònic en un dissolvent (sovint l'aigua) per produir ions mòbils.

- Un compost iònic que s'ha fos mitjançant l'escalfament.

Els elèctrodes immersos es troben separats una certa distància per tal que al tancar el circuit amb una font de corrent externa circuli un corrent a través de l'electròlit. El n corrent continu subministrat per la font d'energia permet que es dugui a terme la reacció fent que els ions de l'electròlit s'atraguin cap a l'elèctrode amb càrrega oposada.
Els elèctrodes utilitzats solen ser de metall, grafit o de materials semiconductors. L'elecció d'un elèctrode adequat depèn de la reactivitat química entre l'elèctrode i l'electròlit i del seu cost de fabricació. Històricament, quan es desitjaven ànodes no reactius per a l'electròlisi, s'utilitzava grafit o platí, ja que es coneixien com a alguns dels materials menys reactius. Els càtodes poden estar fets del mateix material però també poden estar fets de materials més reactiu ja que el seu desgast és menor en comparació amb l'ànode, ja que en el segon és on tenen lloc les reaccions d'oxidació.

### Procés electrolític
El procés clau en l'electròlisi és l'intercanvi d'àtoms i ions degut als electrons del corrent aplicat. Els productes desitjats de l'electròlisi es troben sovint en un estat físic diferent al de l'electròlit i, per tant, es poden eliminar mitjançant mètodes físics de separació, com per exemple recollint els gasos generats sobre dels elèctrodes o fent precipitar un producte fora de l'electròlit.
La quantitat de productes obtinguts és proporcional al corrent aplicat i, si dues o més cel·les electroquímiques amb diferents productes es connecten en sèrie a la mateixa font d’energia, la quantitat de productes produïts en les cèl·lules és proporcional al seu pes equivalent. Aquestes lleis es coneixen com les lleis d’electròlisi de Faraday.
Cada elèctrode atrau els ions amb càrrega oposada. Els ions carregats positivament (cations) es mouen cap al càtode que proporciona electrons, és a dir, té signe negatiu. De la mateixa manera, els ions amb càrrega negativa (anions) es mouen cap a l’ànode on s'extreuen els electrons i, per tant, té càrrega positiva. En resum, en aquest procés, els electrons s'introdueixen en el càtode com a reactiu i s'eliminen a l’ànode com a producte, no havent-hi doncs un guany o una pèrdua neta d'electrons en el procés. En química, la pèrdua d’electrons s'anomena oxidació, mentre que el guany d’electrons s'anomena reducció.
Quan els àtoms o molècules neutres, com els de la superfície d’un elèctrode, guanyen o perden electrons, es converteixen en ions i es poden dissoldre en l'electròlit i reaccionar amb altres ions.
Quan els ions guanyen o perden electrons i es tornen neutres, formaran compostos que se separaràn de l'electròlit. Els ions metàl·lics positius com el Cu2+ es dipositen sobre el càtode en una capa. Els termes per a això són galvanoplàstia, electrodeposició i electrorefinació.
Quan un ió guanya o perd electrons sense convertir-se en neutre, el seu nombre d'oxidació varia en el procés.
Per exemple, l'electròlisi de la salmorra produeix els gasos hidrogen i clor, que bombollegen en l'electròlit i es recullen. La reacció general ve descrita per la següent equació:
{\displaystyle {\ce {2NaCl + 2 H2O -> 2 NaOH + H2 + Cl2}}}
En cada elèctrode es dona una semireacció; en l’ànode té lloc a clor gasós a partir d'anions clor:
{\displaystyle {\ce {2Cl- -> Cl2 + 2e^-}}}
Mentre que en el càtode es produeixen ions hidròxid i hidrogen gasós per la reducció de l'aigua:
{\displaystyle {\ce {2 H2O + 2 e- -> H2 + 2 OH-}}}
Sense una partició entre els elèctrodes, els ions {\displaystyle {\ce {OH-}}} produïts al càtode es poden difondre lliurement per l'electròlit fins a l’ànode. A mesura que l'electròlit es fa més bàsic a causa de la producció d'aquest {\displaystyle {\ce {OH-}}}, emergeix menys {\displaystyle {\ce {Cl2}}} de la solució, a mesura que comença a reaccionar amb els ions hidròxid per produir ions hipoclorit a l’ànode que formaràn hipoclorit de sodi. Així doncs, apareix la reacció: 
{\displaystyle {\ce {Cl2 + 2 NaOH -> NaCl + NaClO + H2O}}}
Com més oportunitats tingui el {\displaystyle {\ce {Cl2}}}per interactuar amb {\displaystyle {\ce {NaOH}}} en la solució, menys {\displaystyle {\ce {Cl2}}} emergeix a la superfície de la solució i més ràpida progressa la producció d’hipoclorit. Això depèn de factors com la temperatura de la dissolució, la quantitat de temps que la molècula de {\displaystyle {\ce {Cl2}}} està en contacte amb la solució i la concentració de {\displaystyle {\ce {NaOH}}}.
De la mateixa manera, a mesura que l’hipoclorit augmenta en concentració, es produeixen clorats a partir de la seva reacció amb molècules de clor addicionals.:
{\displaystyle {\ce {3 NaClO -> NaClO3 + 2 NaCl}}}
A més hi ha altres reaccions tenint loc simultàniament tals, com l'autoionització de l'aigua i la descomposició de l'hipoclorit al càtode, la velocitat d'aquesta última reacció depèn de factors com la difusió i la superfície del càtode en contacte amb l'electròlit.

### Potencial de descomposició
El potencial de descomposició o tensió de descomposició fa referència a la tensió mínima entre l’ànode i el càtode d’una cel·la electrolítica que es necessita perquè es produeixi l'electròlisi.
La tensió a la qual es prefereix termodinàmicament l'electròlisi és la diferència dels potencials d'elèctrodes calculats mitjançant l'equació de Nernst. L’aplicació de tensió addicional, denominada sobrepotencial, pot augmentar la velocitat de reacció i sovint és necessàri que estigui per sobre del valor termodinàmic. És especialment necessari un sobrepotencial per a reaccions d’electròlisi que afecten gasos, com l’oxigen, l’hidrogen o el clor.

### Oxidació i reducció dels elèctrodes
L’oxidació d’ions o molècules neutres es produeix a l’ànode. Per exemple, és possible oxidar ions Fe2+ a ions Fe3+:
{\displaystyle {\ce {{Fe^{2+}}_{(aq)}->{{Fe^{3+}}_{(aq)}+e-}}}}
La reducció d’ions o molècules neutres es produeix al càtode. Per exemple, és possible reduir els ions ferricianur a ions ferrocianur:
{\displaystyle {\ce {{Fe(CN)6^{3-}}+e-->{Fe(CN)6^{4-}}}}}
Les molècules neutres també poden reaccionar a qualsevol dels elèctrodes. Per exemple: la p-benzoquinona es pot reduir a hidroquinona al càtode:

 {\displaystyle {\ce {(C6H4O2) + 2e- + 2H+ ->}}}  {\displaystyle {\ce {(C6H4(OH)2)}}}
En el darrer exemple, els ions {\displaystyle {\ce {H+}}} també participen en la reacció i són proporcionats per una substància àcida en dissolució o pel mateix dissolvent (aigua, metanol, etc.). Les reaccions d’electròlisi que impliquen ions {\displaystyle {\ce {H+}}} són bastant freqüents en solucions àcides. Per altra banda, en solucions alcalines aquoses, són freqüents les reaccions que impliquen {\displaystyle {\ce {OH-}}}.
De vegades, els mateixos dissolvents (generalment aigua) s'oxiden o es redueixen als elèctrodes. Fins i tot és possible fer l'electròlisi de gasos, mitjançant l'ús d'elèctrodes de difusió de gasos.

### Canvis d’energia durant l'electròlisi
La quantitat d'energia elèctrica que s'ha d'afegir per dur a terme la reacció és igual al canvi en l'energia lliure de Gibbs de la reacció més les pèrdues del sistema. Les pèrdues poden ser arbitràriament properes a zero, de manera que l'eficiència termodinàmica màxima és igual al canvi d'entalpia dividit pel canvi d'energia lliure de la reacció. En la majoria dels casos, l'entrada elèctrica és més gran que el canvi d’entalpia de la reacció, de manera que s'allibera una mica d’energia en forma de calor. En alguns casos, per exemple, en l'electròlisi del vapor per generar hidrogen i oxigen a alta temperatura, el que passa és el contrari i s'absorbeix l'energia calorífica. Aquesta calor s'absorbeix de l'entorn i el valor de calefacció de l’hidrogen produït és superior a l'energia elèctrica utilitzada.

### Variacions
S'han efectuat experiments utilitzant corrent altern en comptes de corrent continu. S'ha trobat que utilitzant aquest corrent altern es poden variar els productes obtinguts, per exemple augmentant la proporció d'ozó respecte l'oxigen produït a l'ànode en l'electròlisi d'una solució àcida aquosa com l'àcid sulfúric  diluït. L'electròlisi d'etanol amb corrent altern evoluciona cap a aldehids en lloc de cap a àcids carboxílics.

## Usos industrials
Electrometal·lúrgia per la producció d'alumini, liti, sodi, potassi, magnesi, calci i coure.
Producció de clor i d'hidròxid de sodi, utilitzant l'anomenat procés cloroalcalí.
Producció de clorat sòdic i clorat potàssic.
Producció de compostos orgànics perfluorats com l'àcid trifluoroacètic mitjançant el procés d’electrofluoració.
Purificació del coure mitjançant refinació electrolítica.
Producció de combustibles com hidrogen per a aplicacions aeroespacials i submarins nuclears.
Eliminació d'òxids i neteja d'objectes metàl·lics.

### Processos de fabricació
En la fabricació, l'electròlisi es pot utilitzar per:
Galvanoplàstia o electrodeposició, on es diposita una fina pel·lícula d'un metall sobre un material substrat. La galvanoplàstia s'utilitza en moltes indústries amb fins funcionals o decoratius.
Mecanització electroquímica (ECM, de les seves sigles en anglès ElectroChemical Machining), on s'utilitza un càtode electrolític com a eina modeladora per eliminar material per processos d'oxidació anòdica en una peça de treball. L'ECM s'utilitza sovint com a tècnica per gravar superfícies metàl·liques com ara eines o ganivets amb una marca o logotip permanent.

## Aplicacions de l'electròlisi
L'electròlisi té moltes aplicacions, tant en la indústria com al laboratori. Les principals són:
- Obtenir metalls i substàncies químiques. Per exemple: l'alumini, el clor, l'hidròxid de sodi (NaOH), el sodi, el magnesi, el potassi, el fluor, etc.
- Refinar metalls. És a dir, eliminar-ne les impureses per a obtenir metalls pràcticament purs. És el cas, per exemple, del coure.
- Carregar piles i bateries. Amb el procés d'electròlisi es transforma energia elèctrica en energia química, que es pot emmagatzemar en piles i bateries.
- Recobrir objectes metàl·lics amb fines capes d'altres metalls (galvanoplàstia). Aquest recobriment es pot fer amb fins decoratius. El procés rep el nom derivat del metall dipositat: platejat, niquelat, daurat, cromat, etc.
- I també es poden protegir els metalls de la corrosió. Per exemple, aplicant capes de cadmi (cadmiat) o bé de zinc (galvanitzat) sobre les peces metàl·liques que es volen protegir de la corrosió.